# M109 (Panzerhaubitze)
Die M109 ist eine Panzerhaubitze vom Kaliber 155 mm aus US-amerikanischer Produktion. Ihre Entwicklung begann zur Zeit des Kalten Krieges in den 1950er-Jahren. Seit 1962 wurde sie Bestandteil der Artillerieverbände vieler Staaten und Standard-Panzerhaubitze der NATO. Bei der Bundeswehr wurde sie ab dem Jahr 1999 von der Panzerhaubitze 2000 abgelöst.
Seit ihrer Indienststellung erfuhr die M109 eine Vielzahl von Kampfwertsteigerungen. Die Version M109A6 Paladin bildet bis heute das Rückgrat der Artillerie der US Army.
Mit einer Gesamtzahl von über 5000 produzierten Exemplaren ist die M109 eine der meistproduzierten Panzerhaubitzen weltweit.

## Entwicklungsgeschichte
Am 25. Juni 1950 hatte der Koreakrieg begonnen. Die für Südkorea kämpfenden UN-Streitkräfte unter Führung der USA waren im Januar und Februar 1951 schwer in Bedrängnis geraten, nachdem die VR China Nordkorea stärker unterstützte. Vom 13. September bis zum 15. Oktober 1951 tobte die Schlacht von Heartbreak Ridge. Wann der Koreakrieg enden würde war nicht absehbar. 
In dieser Situation konferierten im Januar 1952 in Washington, D.C. Vertreter der US Army und des US-Verteidigungsministeriums über die Situation der motorisierten Artillerie. Damals spitzte sich der Kalte Krieg weiter zu. Die technologische Entwicklung hatte erste Artillerieaufklärungsgeräte mit Radar hervorgebracht. Diese waren in der Lage, Feuerstellungen schnell und präzise aufzuklären. Die bisher in der Nutzung befindlichen Selbstfahrlafetten waren weder beweglich genug, um der Kampftruppe zu folgen, noch, um feindlichem Gegenfeuer durch schnellen Stellungswechsel zu entgehen. Auch boten ihre Panzerungen der Besatzung einen Mindestschutz. Veraltet war auch die bisherige US-Panzerhaubitze M44. Als Ergebnis der Konferenz wurde ein dringender Bedarf an neuen gepanzerten und selbstfahrfähigen Geschützen festgestellt. Umgehend begannen erste Konzeptstudien mit dem Ziel, eine neue gepanzerte Selbstfahrlafette zu entwickeln. Die anfängliche Entwicklung einer Panzerhaubitze namens T196 (Kaliber 156 mm) wurde vom Verteidigungsministerium wegen absehbarer Schwierigkeiten bei der Entwicklung abgelehnt.
Ein neues Konzept wurde im Mai 1954 festgelegt und im Juni 1954 wurden auf einer Konferenz in Fort Monroe letzte Details geklärt. Das Waffensystem sollte sich im Design an die in der Planung befindliche 110-mm-Haubitze T195 anlehnen. Nach den neuen Konzeptstudien sollten Wanne und Turm der T195 verwendet werden. Als Neuerung war eine 155-mm- anstatt der 156-mm-Haubitze vorgesehen.
Ein erstes Modell des Fahrzeugs wurde im Oktober 1956 präsentiert, woraufhin der Auftrag zur Entwicklung eines Prototyps erging. Dieser wurde 1959 unter der Bezeichnung T196 fertiggestellt. Nach ersten Versuchen in Fort Knox wurden an der Federung einige Veränderungen vorgenommen. Der erste Prototyp wich deshalb im Design der Wanne noch von den späteren Modellen ab. Der Antrieb erfolgte durch einen Ottomotor.
Das Verteidigungsministerium beschloss 1959, dass alle künftigen Gefechtsfahrzeuge mit Dieselmotoren ausgestattet werden sollten. Ziel war es, den Treibstoffverbrauch zu verringern, die Logistik durch die Anzahl verschiedener Treibstoffe zu vereinfachen und die Brandgefahr zu senken. Daraufhin wurde beim Prototyp der M109 die Motorisierung geändert.
Im Februar 1961 waren die Truppenversuche mit dem Prototyp abgeschlossen, woraufhin zwei Vorserienfahrzeuge bei der Cadillac Motor Car Division bestellt wurden. Nach dem Abschluss der letzten Tests wurde der erste Auftrag über eine Jahresproduktion von 247 Fahrzeugen vergeben. Die ersten Exemplare wurden im Oktober 1962 fertiggestellt und Anfang 1963 wurde der Auftrag um eine weitere Jahresproduktion erweitert. Parallel wurde die mit Fahrwerk, Wanne und Turm weitgehend identische, aber mit einem 105mm-Rohr bewaffnete M108 produziert.
Im Juli 1963 wurde das Fahrzeug offiziell als mittlere Panzerhaubitze M109 klassifiziert. Bis 1969 wurden im Cleveland Army Tank Plant 2111 M109 gebaut. Ab 1974 produzierte BAE Systems die M109. Die letzten Exemplare wurden 1994 gebaut.

## Planungen für Nachfolgemodelle
Die US Army wollte die M109 durch den XM2001 Crusader ersetzen, der ursprünglich Teil des Panzermodernisierungsprogramms war. Das Programm wurde im Mai 2002 eingestellt. Es war kritisiert worden, XM2001 entspräche nicht den langfristigen Plänen der Armee für leichte Panzerbrigaden.
Die Gelder für Forschung und Entwicklung wurden auf das Programm Future Combat Systems Manned Ground Vehicles umgeleitet, das die 18-Tonnen-Kanone XM1203 ohne Sichtverbindung als Hauptprojekt des Programms produzierte. Das Pentagon beendete 2009 das MGV-Programm wegen Bedenken hinsichtlich der Finanzierbarkeit oder des Preis-Leistungs-Verhältnisses.
Die Haubitze M1299 sollte 2021 fertiggestellt und 2023 praktisch erprobt werden.
Das Projekt wurde im April 2024 eingestellt, wohl wegen Problemen mit übermäßigem Geschützrohrverschleiß.
Einige Zeit später startete die US Army das Next Generation Howitzer-Programm (NGH), bei dem Studien und Tests aus dem ERCA-Programm genutzt wurden oder werden. Die US-Armee beantragte 8 Millionen US-Dollar für Forschung und Entwicklung im Bereich NGH für das Haushaltsjahr 2025.

## Besatzung
Die Besatzung der M109 besteht aus sechs Soldaten: Dem Geschützführer, dem Fahrer, zwei Richtkanonieren (K1 und K2) und zwei Ladekanonieren (K3 und K4). Der Geschützführer hat seinen Platz auf der rechten Seite im rückwärtigen Teil des Turms unter oder in der Luke mit Winkelspiegeln und Drehringlafette für das MG. Der Fahrerplatz, vorne links in der Wanne neben dem Motor, hat eine eigene Luke mit Winkelspiegeln und ist vom Kampfraum her erreichbar. Die Richtkanoniere befinden sich vorne im Turm links und rechts der Waffenanlage, die Ladekanoniere halten sich hinter den Richtkanonieren auf. Während des Marsches sitzen die Kanoniere auf zwei abklappbaren Bänken an den Turmseiten. Das Auf- und Absitzen der Besatzung und das Aufmunitionieren des Turmes erfolgt durch eine Tür im Wannenheck zwischen den Erdspornen. Seitlich am Turm befinden sich Luken, die als Fenster dienen und im Notfall als Ausstieg genutzt werden können.
Der Kommandant führt seine Geschützgruppe. Er hat Bordsprechverbindung zum Fahrer und den Richtkanonieren sowie Funkverbindung zum Zugführer. Er bedient das Maschinengewehr. Die beiden Richtkanoniere richten die Waffenanlage im Feuerkampf. Der K1, vorn links im Kampfraum sitzend, richtet den Turm mit dem Rundblickfernrohr und externen Festlegemarken in Schussrichtung. Die Rohrerhöhung richtet der K2, der rechts vorn im Kampfraum steht. Die Ladekanoniere bezündern die Geschosse, packen die Treibladungen und laden das Rohr.

## Technik

### Schutzmaßnahmen
Die Wanne und der Turm der M109 bestehen aus geschweißtem, 20 mm starkem Aluminium, das die Besatzung vor leichten Handwaffen und Splittern schützt. Die Geschosse sind offen im Kampfraum. Die Treibladungen werden in schützenden Behältern auf der linken Seite des Turmhecks gelagert. Eine ABC-Schutzbelüftungsanlage wurde mit der Kampfwertsteigerung zur Version A4 integriert.

### Schwimmfähigkeit
Durch die Verwendung von Aluminium war die M109 leicht und konnte mit einem Rüstsatz schwimmfähig gemacht werden. Der Rüstsatz bestand aus Gummischürzen (über der oberen Hälfte des Laufwerks, ähnlich dem M113), Schwimmkörpern an den Längsseiten der Wanne, einem aufblasbaren Gummiring zum Abdichten des Drehkranzes und Schwallbrettern um die vordere Wannenhälfte herum. Eine leistungsstarke Lenzpumpe war in allen Versionen eingebaut. Die US-Kette hatte zu Schaufeln ausgebildete Endverbinder für den Schwimmvortrieb. Über das Schwimmverhalten der M109 sowie den Umfang der Rüstsatzkäufe durch Nutzerstaaten ist nichts bekannt.

### Bewaffnung und Munition

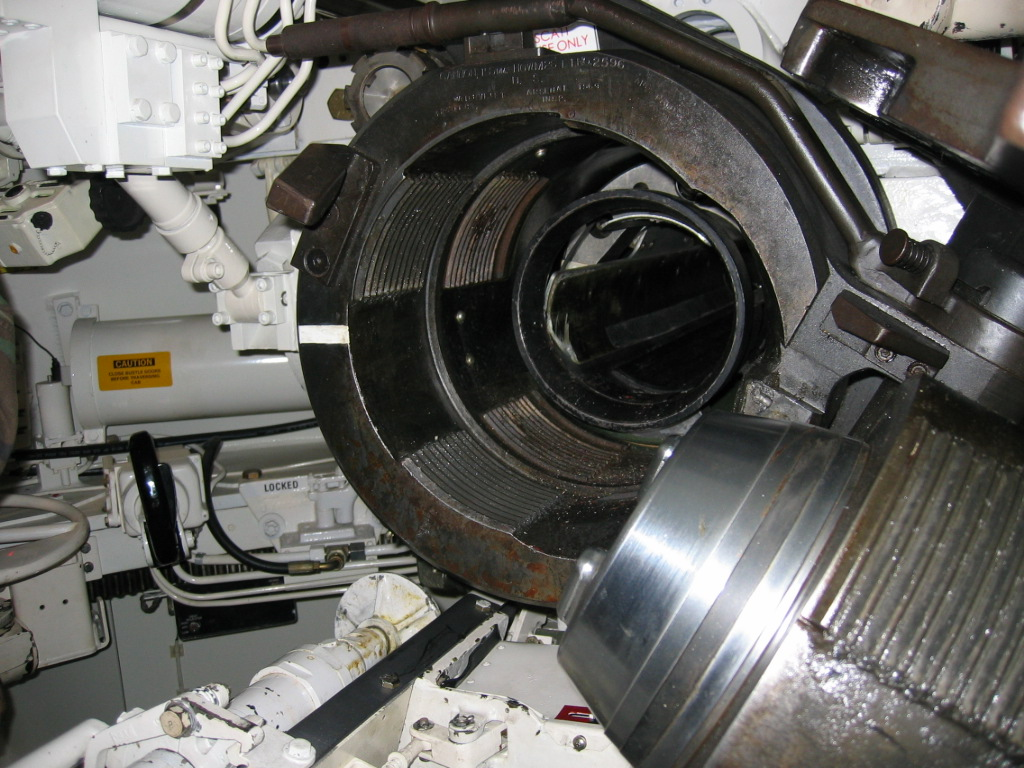
Der Verschluss am M185-Haubitzrohr (US)

Die ursprüngliche Waffenanlage bestand aus dem 155-mm-Haubitzrohr M126 mit schwenkbarem stufenförmigen Drehverschluss (siehe Foto US-Verschluss), Rauchabsauger und Mündungsbremse und einer Länge von 23 Kalibern. Die M109G für die Bundeswehr wurde mit einer Waffenanlage von Rheinmetall (mit Flachkeilverschluss mit Liderungsring) ausgeliefert. Der vertikale Richtbereich betrug −5° bis 75°. Der Turm war rundum frei drehbar. Das Richten erfolgte hydraulisch oder manuell. Die Höchstschussweite betrug, abhängig von der Munitionssorte, etwa 14.600 m. Der Rückstoß wurde durch die Mündungsbremse, die Rohrbremse und durch zwei manuell abzusenkende Erdsporne am Wannenheck (siehe Foto M109G) aufgenommen.
Als Sekundärbewaffnung war ein Maschinengewehr vor der Kommandantenluke auf einer Lafette montiert. Der Typ des Maschinengewehrs war abhängig vom Nutzerstaat.
Ab der Version A1 wurde das wesentlich längere Rohr der M185-Kanonenhaubitze und ein verbessertes Richtsystem eingebaut. Die Höchstschussweite betrug nun 18.100 m. Die Erdsporne am Heck waren nun hydraulisch absenkbar.
Die M109A6 verwendet die Haubitze M28. Die M109 der Bundeswehr wurde auf das Rohr der Feldhaubitze 155 umgerüstet.
Als Munition können sämtliche NATO-standardisierten Typen der 155-mm-Munition verschossen werden, darunter auch taktische Kernwaffen mit einer Sprengkraft von 0,1 kT TNT. Ebenso kann auch die gelenkte Copperhead-Granate eingesetzt werden. Die für die XM2001 Crusader entwickelten M982-Excalibur-Geschosse können ebenfalls verschossen werden. Mit ihnen werden Reichweiten von bis zu 37 km erzielt.
Als Zünder können Aufschlagzünder mit oder ohne Verzögerung, betonbrechende Verzögerungszünder, Annäherungszünder oder Zeitzünder verwendet werden. Die Geschosse und Treibladungen sind im Turmheck und links und rechts neben der Einstiegsluke in Halterungen gesichert.

### Antrieb und Laufwerk
Die M109 wird von einem wassergekühlten 8-Zylinder-2-Takt-Dieselmotor von Detroit Diesel mit Roots-Gebläse angetrieben. Der Hubraum beträgt 9300 cm³, das maximale Drehmoment 1270 Nm bei einer Drehzahl von 1600/min. Der Motor ist vorne rechts in der Wanne untergebracht. Das hydromechanische Getriebe hat vier Vorwärts- und zwei Rückwärtsgänge, die halbautomatisch durch manuelle Vorwahl geschaltet werden.
Das Laufwerk besteht an jeder Seite aus sieben gummibandagierten, drehstabgefederten Laufrollen und einem Leitrad am Heck. Die Antriebsräder befinden sich vorn neben dem Motorraum. Die Kette ist eine Endverbinder-Gleiskette mit einer Auflagelänge von 3,962 m.

### Technische Daten
| Bezeichnung                    | Panzerhaubitze M109A2                                        |
| ------------------------------ | ------------------------------------------------------------ |
| Typ:                           | Panzerhaubitze                                               |
| Besatzung:                     | 6                                                            |
| Motor:                         | Detroit Diesel 8V71T, wassergekühlter 8-Zylinder-Dieselmotor |
| Leistung:                      | 356 PS bei 2300 1/min                                        |
| Getriebe:                      | hydromechanisches Schaltgetriebe Allison XTG-411-4A          |
| Fahrwerk:                      | drehstabgefedertes Laufrollenlaufwerk                        |
| Länge über alles:              | 9120 mm                                                      |
| Breite über alles:             | 3150 mm                                                      |
| Höhe über alles:               | 3280 mm                                                      |
| Bodenfreiheit:                 | 460 mm                                                       |
| Watfähigkeit:                  | 1070 mm                                                      |
| Grabenüberschreitfähigkeit:    | 1830 mm                                                      |
| Kletterfähigkeit:              | 530 mm                                                       |
| Steigfähigkeit:                | 60 %                                                         |
| Querneigung:                   | 40 %                                                         |
| Gefechtsgewicht:               | 24.948 kg                                                    |
| Höchstgeschwindigkeit Straße:  | 56 km/h                                                      |
| Höchstgeschwindigkeit Gelände: | 36 km/h                                                      |
| Kraftstoffmenge:               | 511 Liter                                                    |
| Fahrbereich:                   | 349 km                                                       |
| Bewaffnung:                    | 155-mm-Haubitze M185, 1 Maschinengewehr                      |
| Munition:                      | 34 Geschosse                                                 |

## Einsatz

### Einsatzprofil

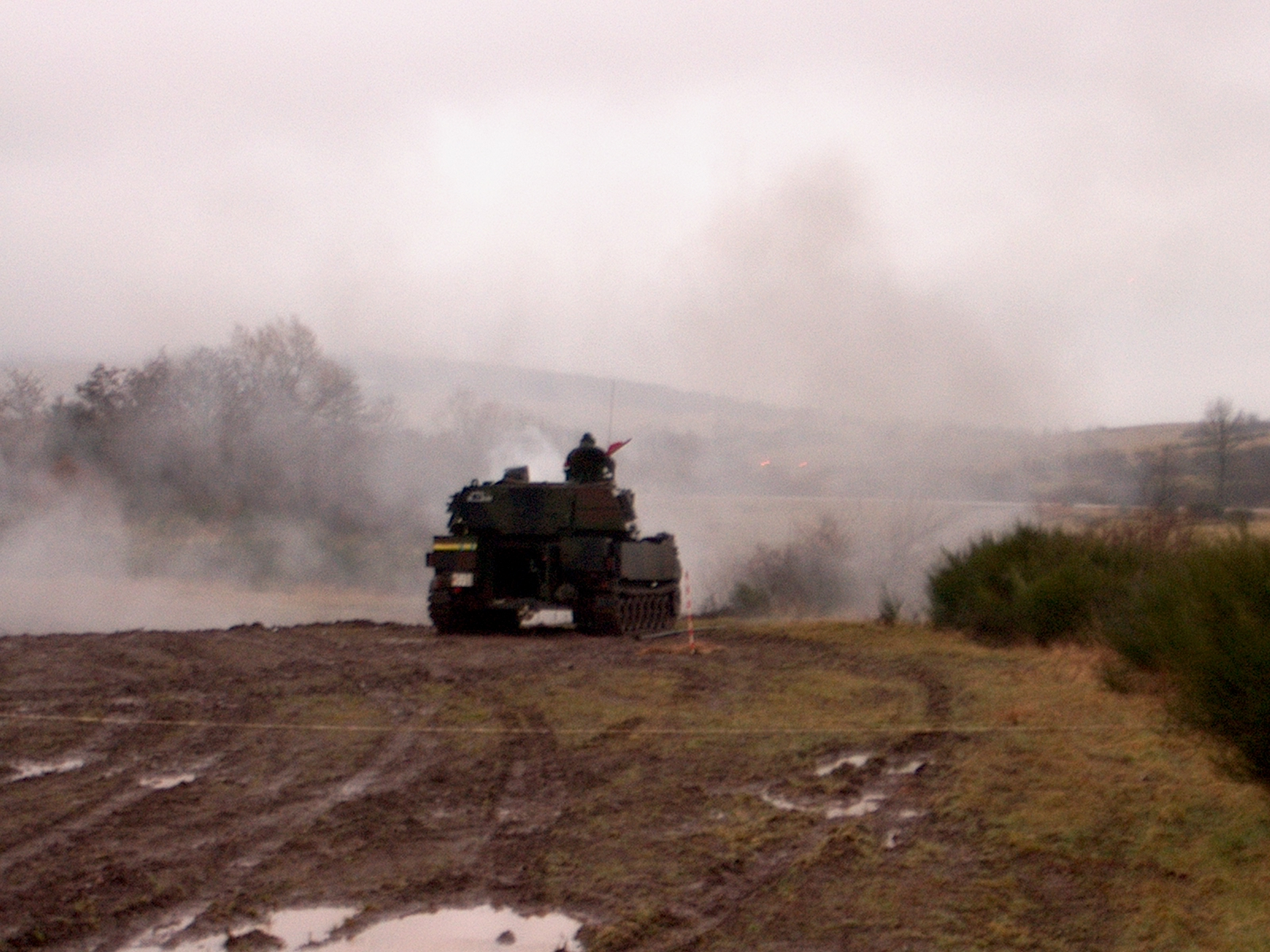
Eine M109 beim direkten Richten

Die M109 war primär für die Bedrohungslage des Kalten Krieges konzipiert worden. Sie sollte in der Lage sein, im Gefecht den hochbeweglichen Panzerverbänden zu folgen, jederzeit Feuerunterstützung zu leisten und nach der Ausführung eines Feuerauftrages schnell die Stellung zu wechseln, um feindlichem Gegenfeuer zu entgehen. Die Panzerung sollte dabei die Bedienung gegen Granatsplitter und Infanteriemunition schützen.
Die ursprünglichen Versionen der M109 waren auf vermessene und vorbereitete Stellungen sowie auf eine externe Feuerleitung angewiesen. Deshalb wurden M109-Batterien (US-Army: bis 1986 sechs Panzerhaubitzen, danach acht) grundsätzlich geschlossen in einer Feuerstellung eingesetzt. Spätere Varianten waren mit Navigationsanlage und Feuerleitrechner autonom und konnten in kleineren Einheiten agieren.

#### Bundeswehr
Bei der Bundeswehr war die M109 in den Panzerartilleriebataillonen der Brigaden eingesetzt. Hauptaufgabe war die Feuerunterstützung der eigenen Kampftruppen und der Kampf mit Feuer in der Tiefe gegen Hochwertziele wie Gefechtsstände im Verantwortungsbereich der Brigade. Geübt wurde daher auch das schnelle Instellunggehen aus dem Marsch heraus mit feldmäßiger Vermessung.
Die Panzerartilleriebataillone verfügten zunächst über 18, später 24 Panzerhaubitzen. Die kleinste taktische Einheit war der Zug, der aus drei bzw. vier Haubitzen, einem Zugführer-MTW-M113 und, in Zügen mit vier Haubitzen, einem Feuerleit-MTW bestand.
Für den Feuerkampf im direkten Richten gegen feindliche Kampfpanzer oder Bunker war ein Panzerzielfernrohr eingebaut. Dabei wurden Sprenggeschosse eingesetzt, gegen Bunker mit Betonbrechzündern. Direktes Richten war auch mit dem Rundblickfernrohr möglich.

### Kampfeinsätze

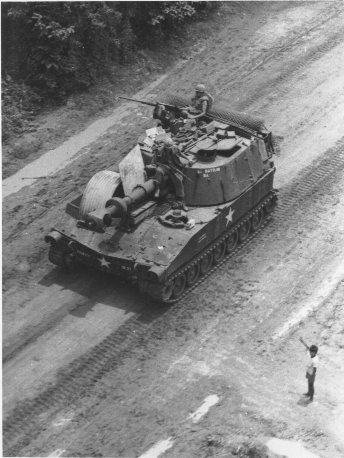
Eine Panzerhaubitze M109 in Vietnam

Zu ersten Kampfeinsätzen kam die M109 im Vietnamkrieg. Da die in Vietnam stationierten Infanteriedivisionen nur über Artilleriebataillone mit gezogenen Feldgeschützen verfügten, wurden einige Panzerartilleriebataillone der mechanisierten Divisionen aus den USA nach Vietnam verlegt, um auf Korpsebene eingesetzt zu werden. Die M109 bewährten sich aufgrund der dort angewandten Taktik sehr gut: die Army errichtete in ganz Südvietnam Fire Support Bases, um die Operationen der Infanterie zu unterstützen. Da die Basen oftmals tief im Operationsgebiet des Vietcong lagen, war ein 360°-Rundumschutz notwendig. Dies leistete die M109 mit ihrem 360°-Schwenkbereich verzugslos rundum. Insgesamt bewegten sich die Panzerhaubitzen in den Basen sehr wenig. Oftmals wurden sogar befestigte Stellungen angelegt. Da motorisiert, konnten die M109 auch Operationen außerhalb der Reichweite aus der Fire Support Basis unterstützen. Dazu konnten die M109 in kleine, temporäre und weniger stark befestigte Stellungen fahren und sich nach Beendigung der Operation wieder zurückziehen.
Der erste Einsatz auf israelischer Seite erfolgte im Jom-Kippur-Krieg 1973. Dort wurde sie gemäß ihrer Konzeption eingesetzt und unterstützte die vorstoßenden Panzerverbände mit Feuer. Auch wurde sie für den Direktbeschuss von Stellungen eingesetzt, die außerhalb der Reichweite von Panzern lagen. Im Libanonkrieg 1982, in den Kämpfen in Beirut, leistete sie ebenfalls Unterstützung für die Panzerverbände. Diese wurden in den engen Straßen oftmals von Dächern mit RPGs beschossen und konnten aufgrund des eingeschränkten Höhenrichtbereichs ihrer Hauptwaffe das Feuer nicht erwidern. Die M109 konnte diese Schützen problemlos anvisieren und ausschalten. Die HE-Geschosse erwiesen sich zudem als sehr effektiv gegen Ziele hinter Barrikaden.
Im Golfkrieg 1991 und im Irakkrieg 2003 unterstützten die M109 die Bataillone der vorstoßenden Panzerverbände und schalteten gegnerische Artilleriestellungen aus.
Von den an die Ukraine gelieferten M109 Versionen A3 bis A6 wurden bis Juni 2025 mindestens 94 Stück zerstört oder schwer beschädigt.

### Nutzerstaaten
Mit über 5000 produzierten Exemplaren ist die M109 eine der meistproduzierten Panzerhaubitzen weltweit.
Die M109 wurde, neben den USA und Deutschland, in vielen NATO- und Nicht-NATO-Staaten verwendet. Noch heute ist sie aufgrund ihres günstigen Preises und des Kampfwertsteigerungspotenzials in vielen Staaten im Dienst. Nutzer waren oder sind:

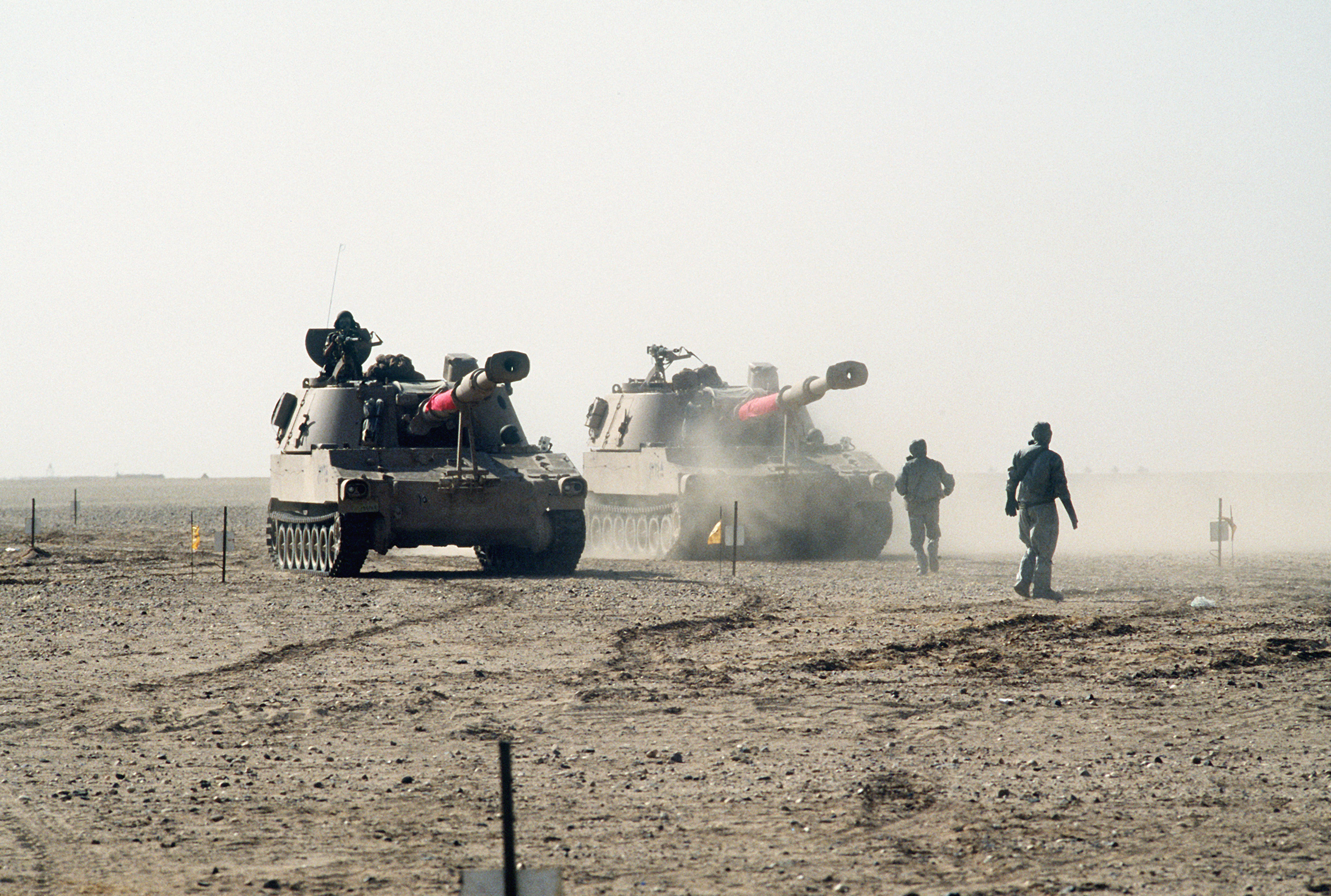
Zwei ägyptische M109-Panzerhaubitzen

#### Ägypten
Im Jahr 2003 wurde das Unternehmen United Defense vom US Army Tank-automotive and Armarments Command damit beauftragt, 201 überzählige Panzerhaubitzen M109 aus Reservebeständen der Rüststände A2 und A3 für das ägyptische Militär einer technischen Überholung zu unterziehen. Die Überholung umfasste den Motor, das Getriebe, das Kühlsystem und die Feuerleitausstattung. Die Finanzierung hierfür erfolgte über das US Foreign Military Sales Program. Die ersten Fahrzeuge waren Ende 2003 verfügbar, das komplette Programm endete im November 2005. Noch vor dem Abschluss des Programms bekundete Ägypten Interesse an weiteren 200 Fahrzeugen des Rüststandes A5.

#### Belgien
Im August 1983 unterschrieb der belgische Verteidigungsminister einen Vertrag über den Kauf von 127 Panzerhaubitzen M109A2. Diese wurden zwischen August 1984 und Ende 1985 ausgeliefert. Sechs Feldartilleriebataillone und die belgische Artillerieschule wurden mit den Fahrzeugen ausgestattet. Ab 1998 wurden die noch in Betrieb befindlichen Fahrzeuge mit einem kreiselgesteuerten Nordrichtungsfinder ausgestattet und ab 2002 wurden 108 Fahrzeuge auf den Rüststand A4 aufgewertet.

#### Brasilien
Brasilien erwarb bis 2001 insgesamt 37 M109A3 der belgischen Armee, um drei Artillerieregimenter damit auszustatten.

#### Chile
Chile erwarb insgesamt 24 Fahrzeuge der Schweizer Armee, die von dem Unternehmen RUAG vorher zur Ausführung M109 KAWEST umgerüstet wurden.

#### Dänemark
Dänemark erwarb insgesamt 76 M109, die ab 1989 auf den Rüststand A3 kampfwertgesteigert wurden.

#### Griechenland
Griechenland erwarb insgesamt 50 M109 aus Bundeswehrbeständen und 12 M109A5 der US Army. Nach der Ausmusterung wurden im Jahr 2010 226 Stück der M109A3GA2 aus Beständen der Bundeswehr an die griechischen Streitkräfte verkauft.

#### Israel

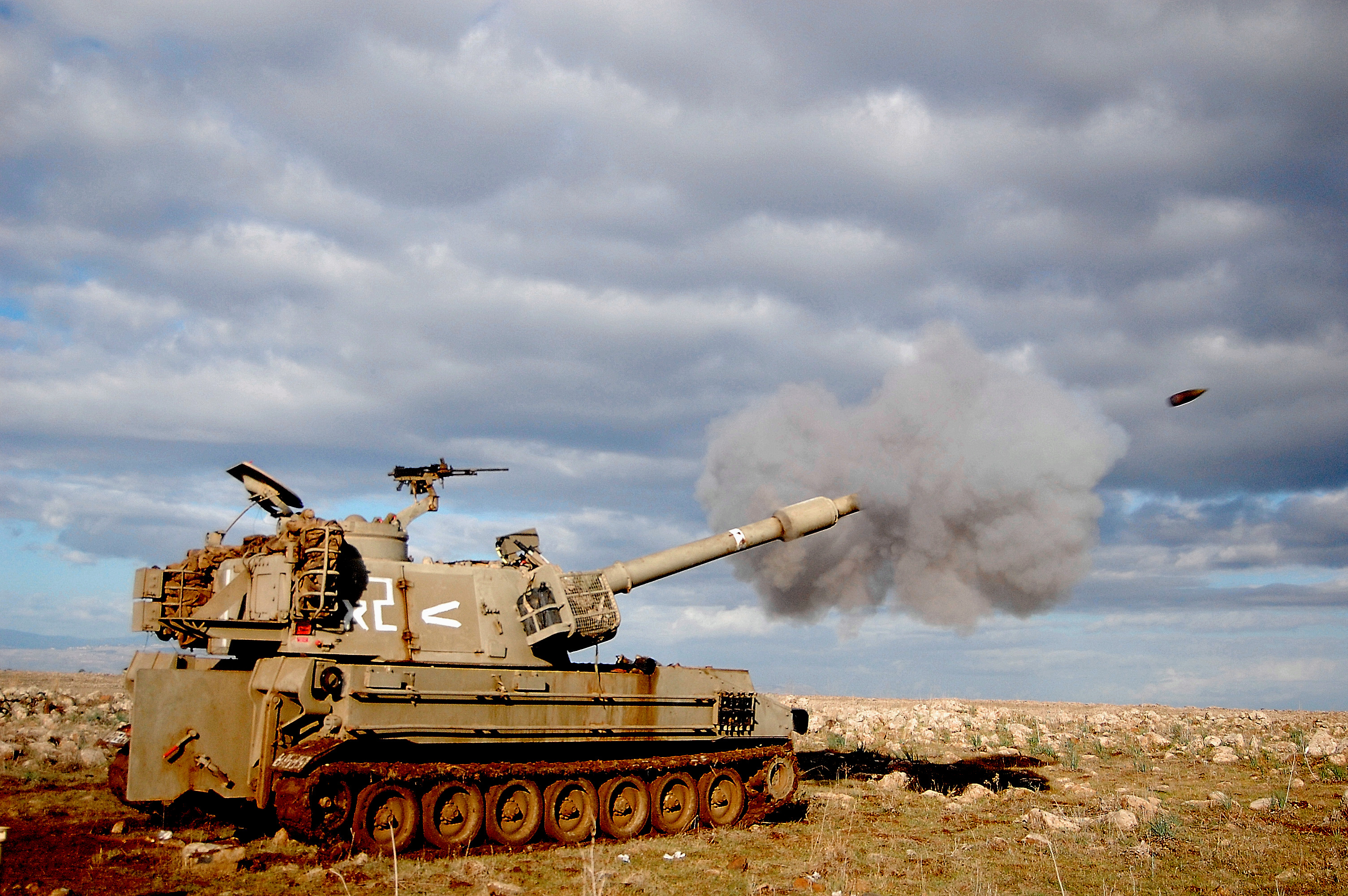
Eine israelische Version der M109

Israel erwarb seit 1969 530 M109A1, von denen sich noch etwa 350 im Einsatz befinden. Die Bezeichnung lautet M109 AL oder Doher. Diese Fahrzeuge wurden in Israel Kampfwertsteigerungen unterzogen, welche die Zeit vom Einfahren in die Stellung bis zur Feuerbereitschaft verkürzen und die Flexibilität erhöhen sollen. Weiterhin wurde ein System zur Einspritzung von Diesel in die Abgasanlage eingebaut, um dem Fahrzeug die Möglichkeit zu geben, sich selbst einzunebeln. Dem Fahrer und dem Kommandanten stehen Nachtsichtgeräte zur Verfügung, um die Beweglichkeit bei Nacht zu verbessern. Eine ABC-Schutzanlage wurde ebenfalls eingebaut. Die Fahrzeuge verfügen zudem über zusätzliche Munitionsstaukästen. Es ist geplant, diese Fahrzeuge einer Kampfwertsteigerung zu unterziehen, um einige der Eigenschaften der Version A6 zu integrieren.

#### Italien
Italien erwarb 221 neu produzierte M109 ohne Waffenanlage. Diese wurde von Oto Melara gefertigt und in Italien eingebaut. Die Fahrzeuge entsprachen – bis auf die Waffenanlage – dem Rüststand M109A3. Weitere 62 Stück der M109A1B wurden von der Schweiz gekauft. Eine zwischen 1986 und 1992 erfolgte Kampfwertsteigerung umfasste den Einbau neuer Rohre mit 39 Kaliberlängen, entsprechend der Feldhaubitze FH70 (FH155-1), was die maximale Schussweite auf 24 km brachte. Die so modifizierten Fahrzeuge erhielten die Bezeichnung M109L. Bis 2016 wurden sie ausgemustert, in Lenta (Piemont) abgestellt und von dort aus zum Teil ins Ausland verkauft oder abgegeben, zuletzt an die Ukraine.

#### Lettland

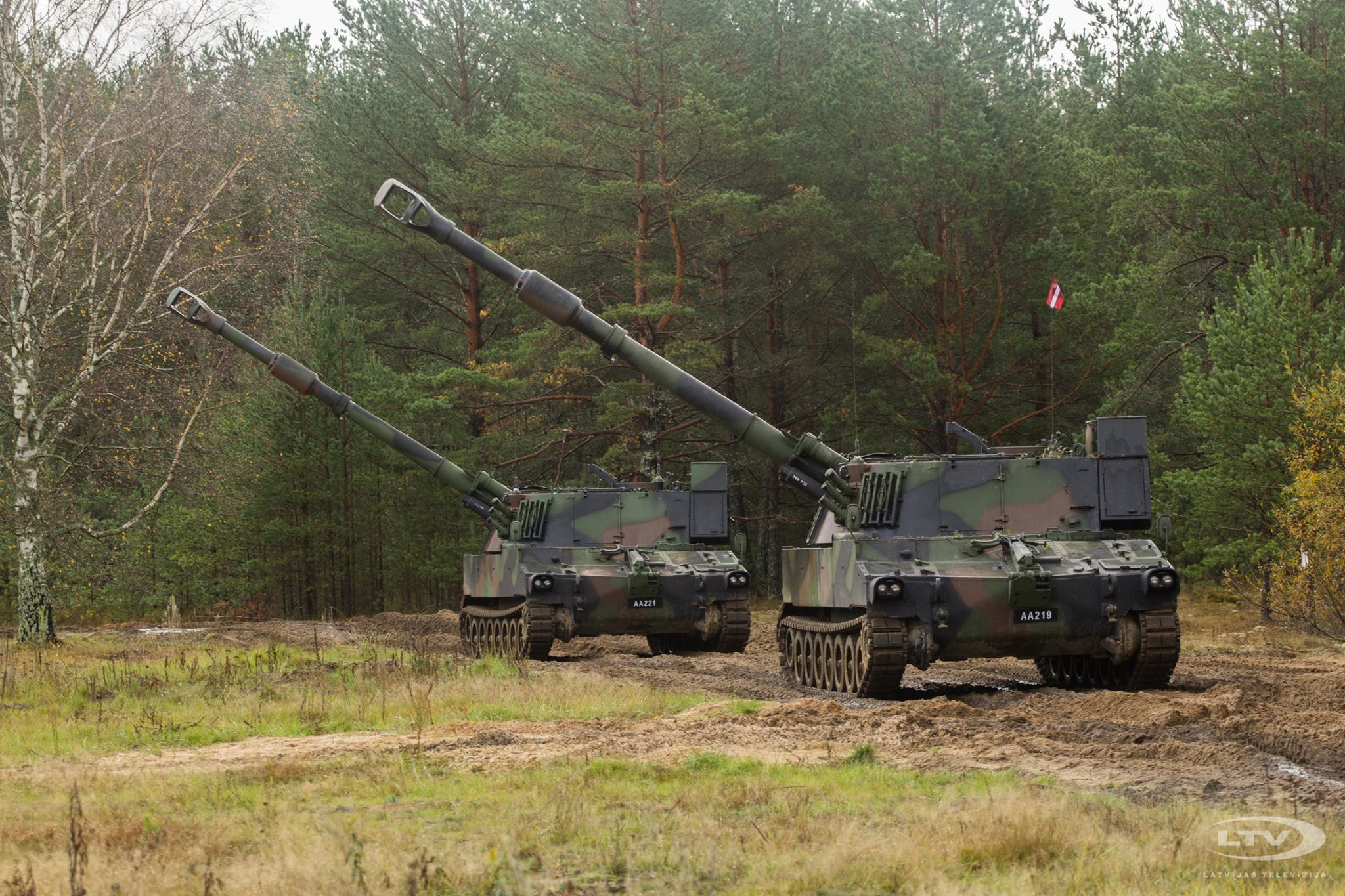
Lettische M109 bei einer Übung

Lettland kaufte 2017 und 2021 von Österreich mehrere gebrauchte M109, die inzwischen vom lettischen Heer und der Nationalgarde genutzt werden (weitere Angaben zu den Fahrzeugen s. Österreich). Mindestens 6 dieser Fahrzeuge wurden 2022 in die Ukraine gebracht.

#### Niederlande
Die M109 war von 1968 bis 2008 mit bis zu 222 Stück im Heer. Die ursprüngliche Originalversion wurde später auf die Rüststände A2 und A3 gebracht.

#### Norwegen
Das norwegische Heer verfügte über 36 M109A3GN, die im Wesentlichen dem deutschen Rüststand M109A3G entsprechen. Mindestens 22 davon wurden im Zuge des russischen Überfalls auf die Ukraine an diese übergeben.

#### Österreich

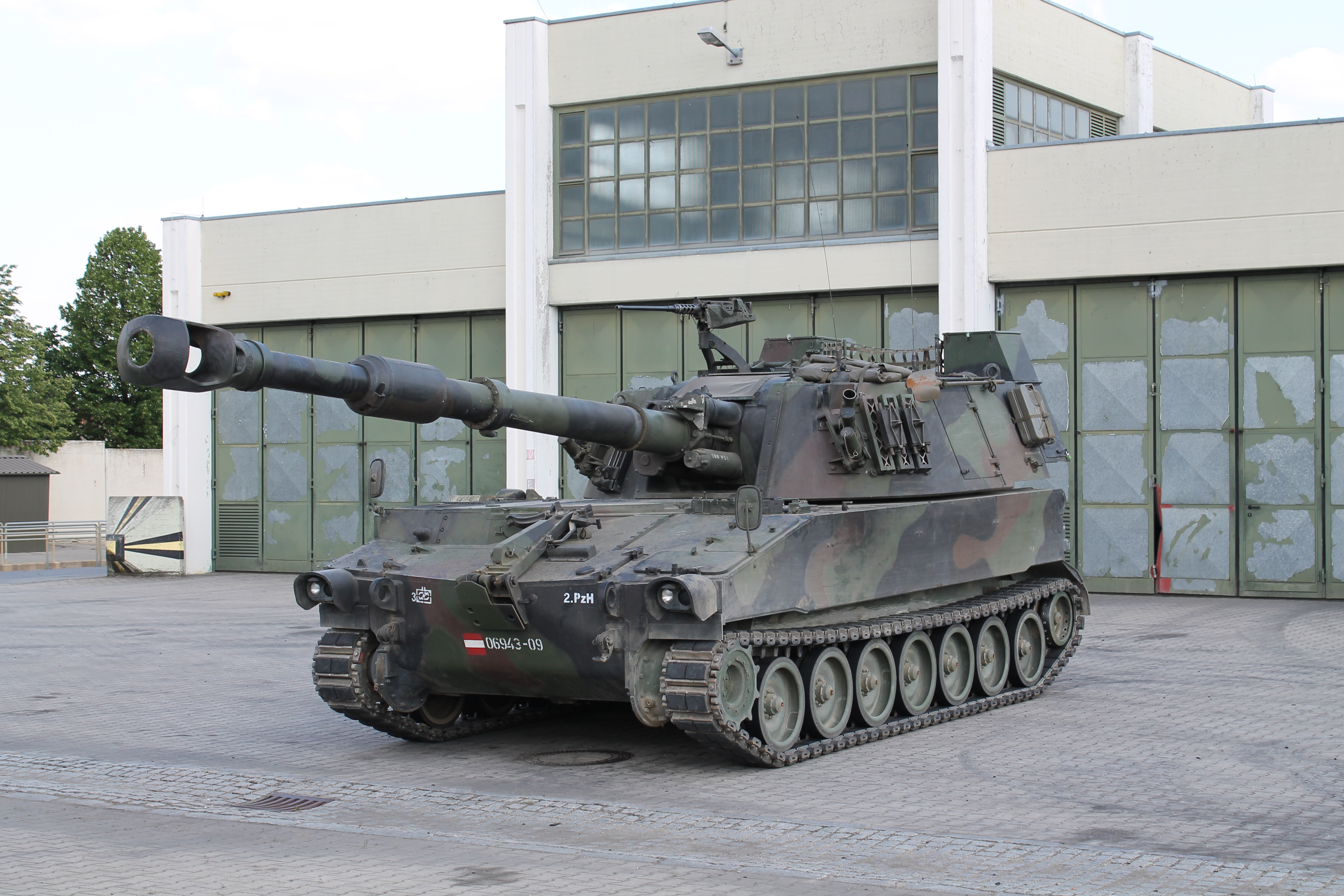
Eine M109A5Ö des österreichischen Bundesheeres

Das Bundesheer verfügt über 53 M109 mit der Bezeichnung M109A5Ö. Weitere 19 M109 wurden zu Feuerleitfahrzeugen mit Feuerleitrechner, Drucker, Generator und Funkgeräteset umgebaut. Die Waffenanlage wurde entfernt. Die Bezeichnung lautet ReStPz (Rechenstellenpanzer) M109. Es befindet sich auch ein Modell im Wiener Heeresgeschichtlichen Museum und ist der Öffentlichkeit zugänglich.
Im April 2017 wurden 47 M109 (35 Panzerhaubitzen, 10 ReStPz und 2 Fahrschulfahrzeuge) um insgesamt 6 Mio. Euro nach Lettland verkauft. Sie sollen ab September 2017 nach und nach samt Service-Know-how geliefert werden. Der Wert je Gerät beträgt 60.000 bis 140.000 €, etwa ein Zehntel der investierten Kosten. Die Geräte stammen aus den 1960ern, wurden „damals“ von der Rheinarmee in unterschiedlichem Zustand angekauft und 100 Stück davon zwischen 2002 und 2007 in Klagenfurt beim Heer modernisiert, jedoch viele nie bewegt. Das Projekt, das je Panzer etwa 3000 Arbeitsstunden erforderte, wurde gestoppt, da ab der Reform 2010 dafür keine Notwendigkeit mehr gesehen wurde. Sechs dieser Haubitzen wurden 2022 an die Ukraine weitergegeben.

#### Pakistan
Die Streitkräfte Pakistans sind mit 265 M109A2 aus amerikanischer Produktion ausgestattet.

#### Schweiz

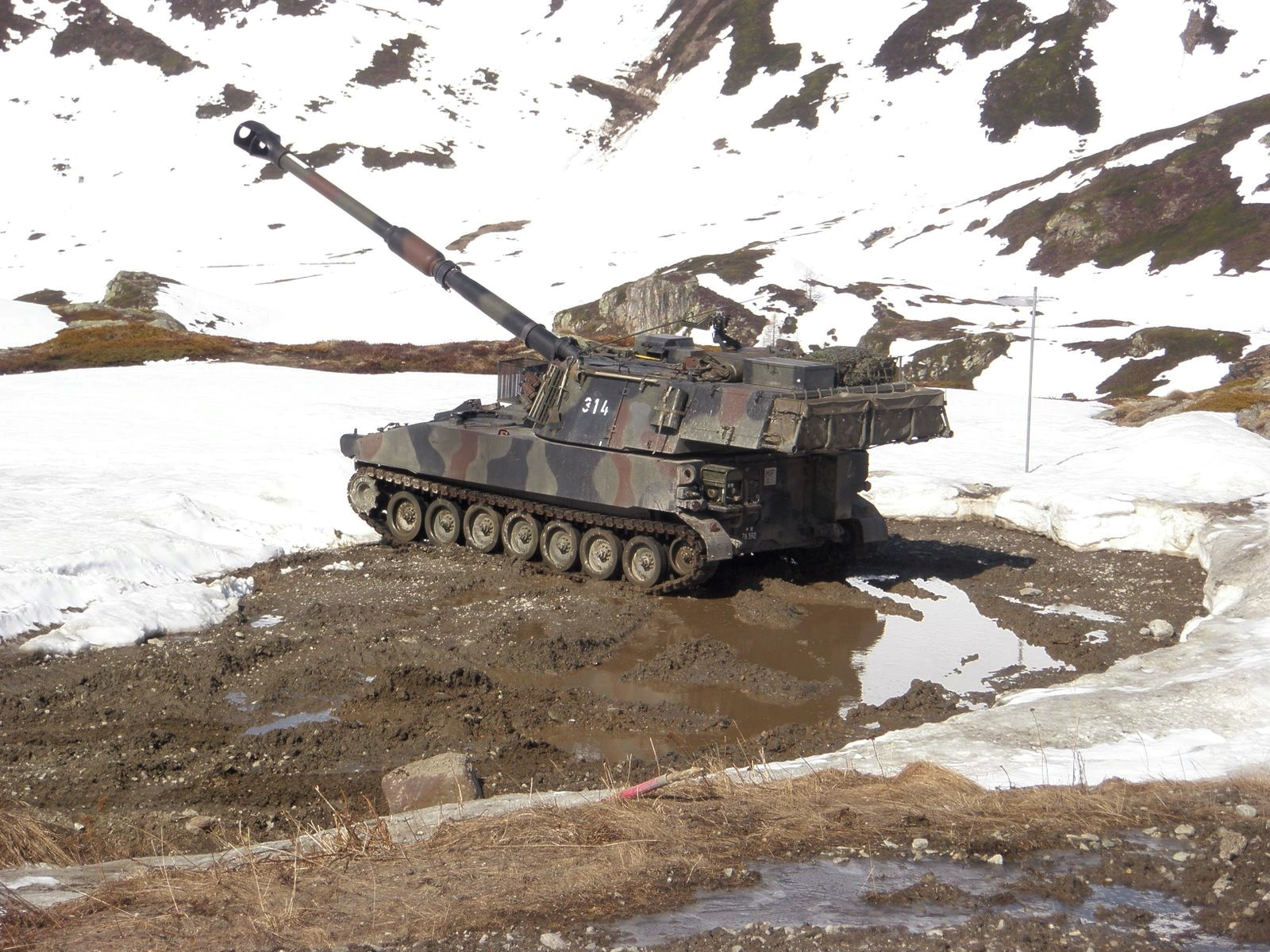
Schweizer M109 KAWEST

1974 stellte die Schweiz 140 M109 unter der Bezeichnung Panzerhaubitze 66 in Dienst. Bis 1988 folgten weitere 437 Fahrzeuge in mehreren Auslieferungslosen. Alle Fahrzeuge wurden nach und nach auf den Rüststand M109A1B gebracht. Dieser entsprach weitestgehend der M109A1, hatte aber zusätzlich eine Nebelmittelwurfanlage und Ketten der Firma Diehl. 348 dieser Fahrzeuge wurden nach einer weiteren Kampfwertsteigerung ab 1997 als Variante KAWEST bei der Truppe eingeführt. Dabei kam eine neue Waffenanlage mit 47 Kaliberlängen und ein „Rucksack“ am Heck der Panzerhaubitze zum Einsatz. Im Jahr 2017 hatte die Schweizer Armee 133 M109 KAWEST im Bestand; 90 in fünf Artillerieabteilungen und 43 in der Grundausbildung.

#### Spanien
Spanien verfügt über 96 M109A5E, die derzeit einem Kampfwertsteigerungsprogramm unterzogen werden. Dieses soll die Feuergeschwindigkeit und Treffergenauigkeit erhöhen. Dazu wurde das so genannte DINAPS (Digital Navigation Aiming and Pointing System) in das Fahrzeug eingebaut. Dabei handelt es sich um ein hybrides Navigationssystem, dass sowohl GPS als auch Trägheitsnavigation verwendet. Ein Radar zur Messung der Mündungsgeschwindigkeit ist ebenfalls Teil des Systems. Das inertiale Navigationssystem bestimmt dabei die Erhöhung und Richtung des Rohres, das GPS die Position des Fahrzeugs. Um die Feuerrate zu erhöhen, wurde das FIRS entwickelt (Full Integrated Ramming System). Dieses besteht aus einem Hydrauliksystem, einem Verschlussbetätigungssystem, einem Treibladungsanzündermagazin und einem Cannon Management System. Das FIRS soll das Abfeuern von drei Schuss innerhalb von elf Sekunden ermöglichen.

#### Südkorea
Südkorea verfügt über 1040 M109, die alle dort produziert wurden. Sie sollen in Zukunft durch die K9 Thunder ersetzt werden.

#### Taiwan
Taiwan erwarb Ende der 1960er-Jahre eine Reihe von M108, der 105-mm-Variante der M109. Bei diesen wurden Ende der 1980er-Jahre der Turm und die Waffenanlage durch taiwanische Eigenentwicklungen ersetzt.

#### Thailand
Thailand verfügt seit 1994 über 20 M109A5-Panzerhaubitzen.

#### Ukraine
Im Juni 2022 gab Norwegen bekannt, dass es 22 seiner M109A3GN im Mai/Juni 2022 an die Ukraine weitergab, damit die Ukraine diese im Zuge des russischen Überfalls auf die Ukraine 2022 zur Verteidigung gegen den russischen Angriff zum Einsatz bringen konnte. Darüber hinaus übergab Mitte August 2022 Lettland sechs M109A5Oe an die Ukraine; weitere Einheiten wurden im April 2023 von Italien geliefert.

#### Vereinigte Arabische Emirate
Die Vereinigten Arabischen Emirate erwarben insgesamt 85 Fahrzeuge der Schweizer Armee, die von dem Unternehmen RUAG vorher zur Ausführung M109 KAWEST umgerüstet wurden.

## Varianten

### US-Varianten

#### M109A1 bis A4
Die Version A1 entspricht weitgehend der Ursprungsversion, lediglich die Waffenanlage wurde ausgetauscht. Mit dieser können einige weitere Geschosstypen verschossen werden. Durch die größere Rohrlänge von 39 Kalibern stieg die Kampfentfernung auf 18.100 m. Die ersten Umrüstsätze wurden von der Industrie Anfang 1972 zur Verfügung gestellt, die ersten umgerüsteten Fahrzeuge wurden 1973 in Dienst gestellt.
Die wesentlichen Änderungen an der Version A2 waren Änderungen an den Erdspornen, um die Rückstoßkräfte beim Schießen besser aufnehmen zu können, ein verbesserter Rohrvorholmechanismus, Warnanzeigen für Motoröl- und Kühlwassertemperatur am Fahrerplatz, eine geänderte Einstiegsluke, ein verbessertes Hydrauliksystem zum Richten des Turms und der Waffenanlage sowie zusätzliche Staukästen, um weitere 22 Geschosse mitführen zu können. Die Produktion der M109A2 begann 1978. Die ersten Fahrzeuge wurden im folgenden Jahr ausgeliefert.

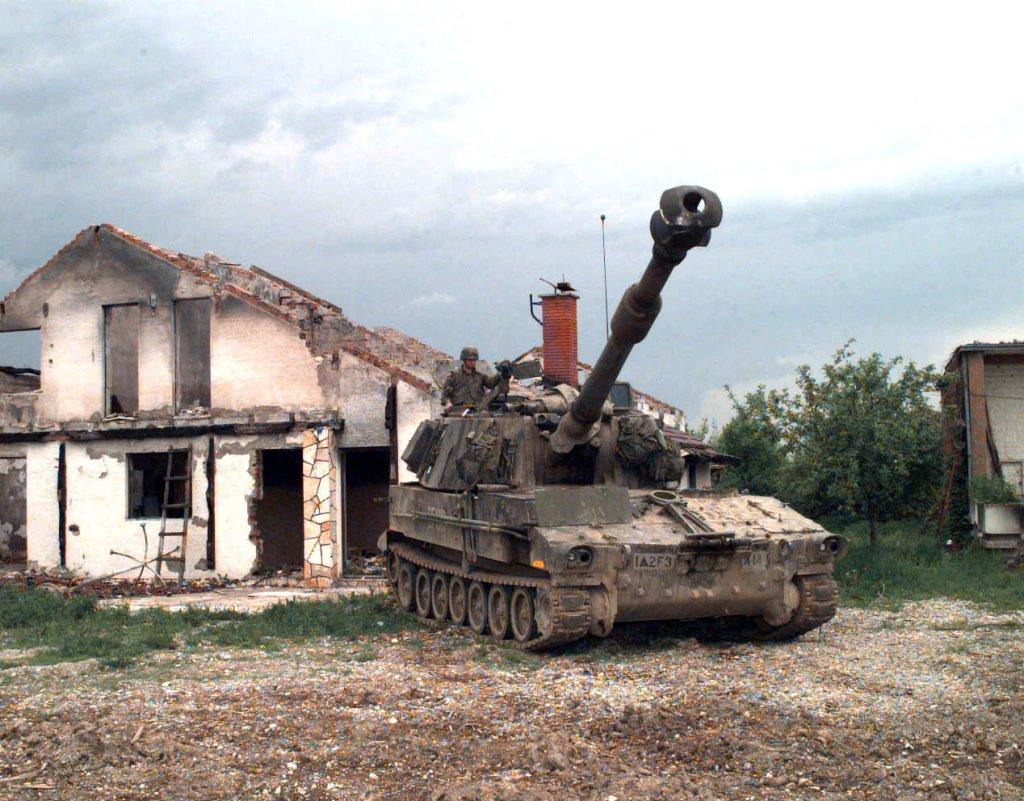
Eine Panzerhaubitze M109A3

Die M109A3 ist eine Kampfwertsteigerung der Version A1 mit Einbeziehung der Änderungen der Version A2. Neue Haubitzen wurden nicht gebaut, lediglich Umrüstungen wurden in Depots vorgenommen. Weitere Änderungen waren: Einbau einer geänderten Rohrwiege, neue Kraftstoff- und Luftfilter, Einbau einer neuen Instrumentenanzeige für den Fahrer, Änderungen an der Munitionslagerung und Änderungen an der Hydraulik der Waffenanlage.
Bei der M109A4 handelt es sich um umgerüstete Fahrzeuge der Versionen A2 und A3. Diese Version ging aus dem so genannten HELP (Howitzer Extended Life Program) hervor. Als einzige wesentliche Neuerung wurde ein ABC-Schutzsystem in das Fahrzeug integriert. Weitere kleinere Änderungen wurden am Hydrauliksystem und der Motorelektrik vorgenommen.

#### M109A5

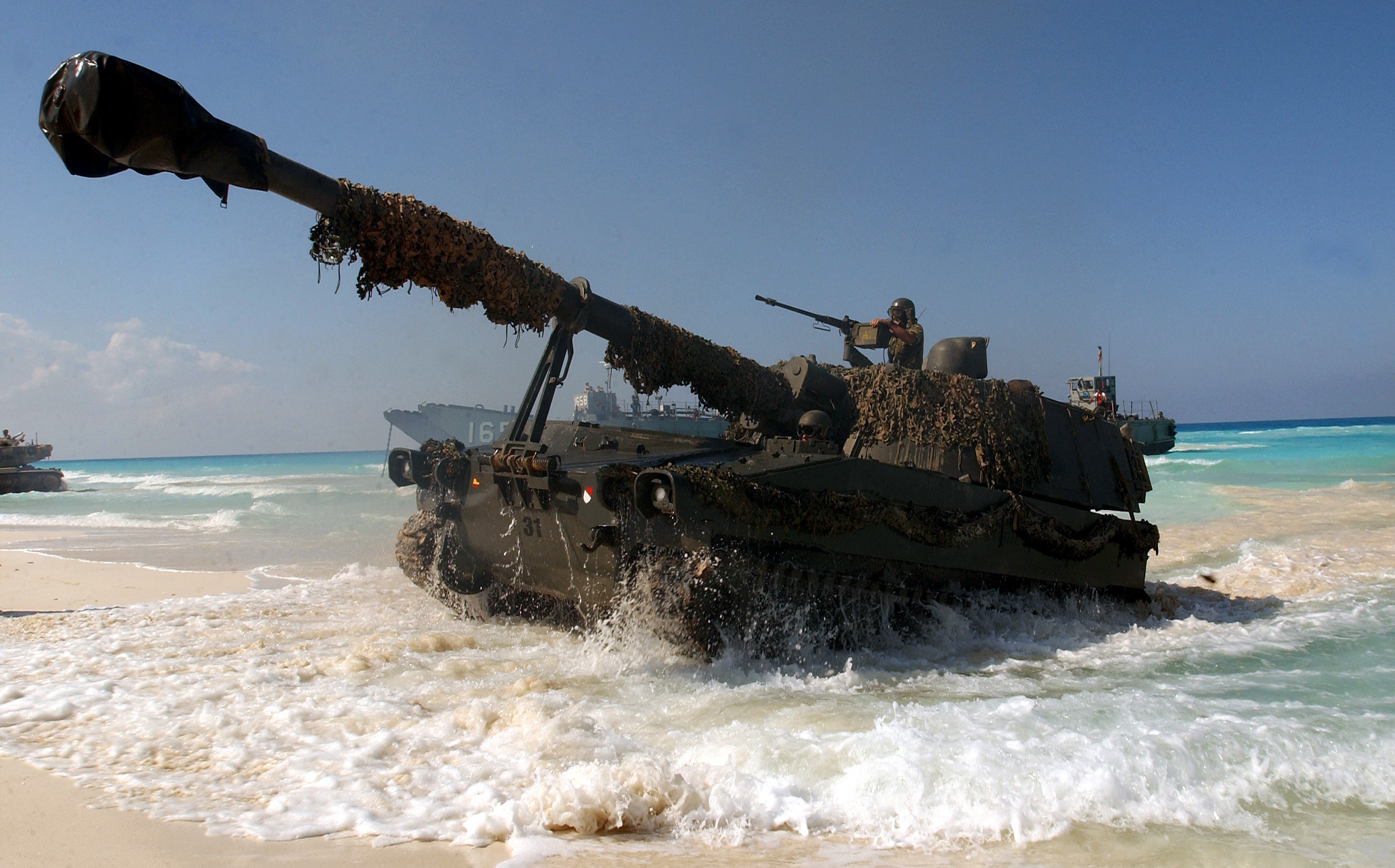
Eine M109A5 der spanischen Marineinfanterie bei einer amphibischen Landungsübung

Die Fahrzeuge der Version A5 sind kampfwertgesteigerte Fahrzeuge der Version A4 oder neu produzierte Fahrzeuge. Bei dieser Kampfwertsteigerung wurde vor allem Wert auf eine Erhöhung der Feuerreichweite gelegt. Dazu wurde ein neues M284-Waffensystem eingebaut, das Kampfentfernungen von bis zu 30.000 m erlaubt. Die Nutzung des Global Positioning Systems war ab dieser Version ebenfalls möglich, so dass die Positionsbestimmung wesentlich vereinfacht wurde.
Zur Erhöhung der Leistung des Fahrzeugs wurden der Motor und das Getriebe leistungsgesteigert.
Das elektrische System wurde ebenfalls überholt, so dass die Lebensdauer der Batterien erhöht wurde. Dies hatte sich als notwendig erwiesen, da das aktivierte ABC-Schutzsystem die Batterien sehr schnell leerte.
Auch am Laufwerk und den Ketten wurden Änderungen vorgenommen, welche die Wartung der Ketten und das Wechseln der Kettenpolster vereinfachen sollten.

#### M109A6 Paladin

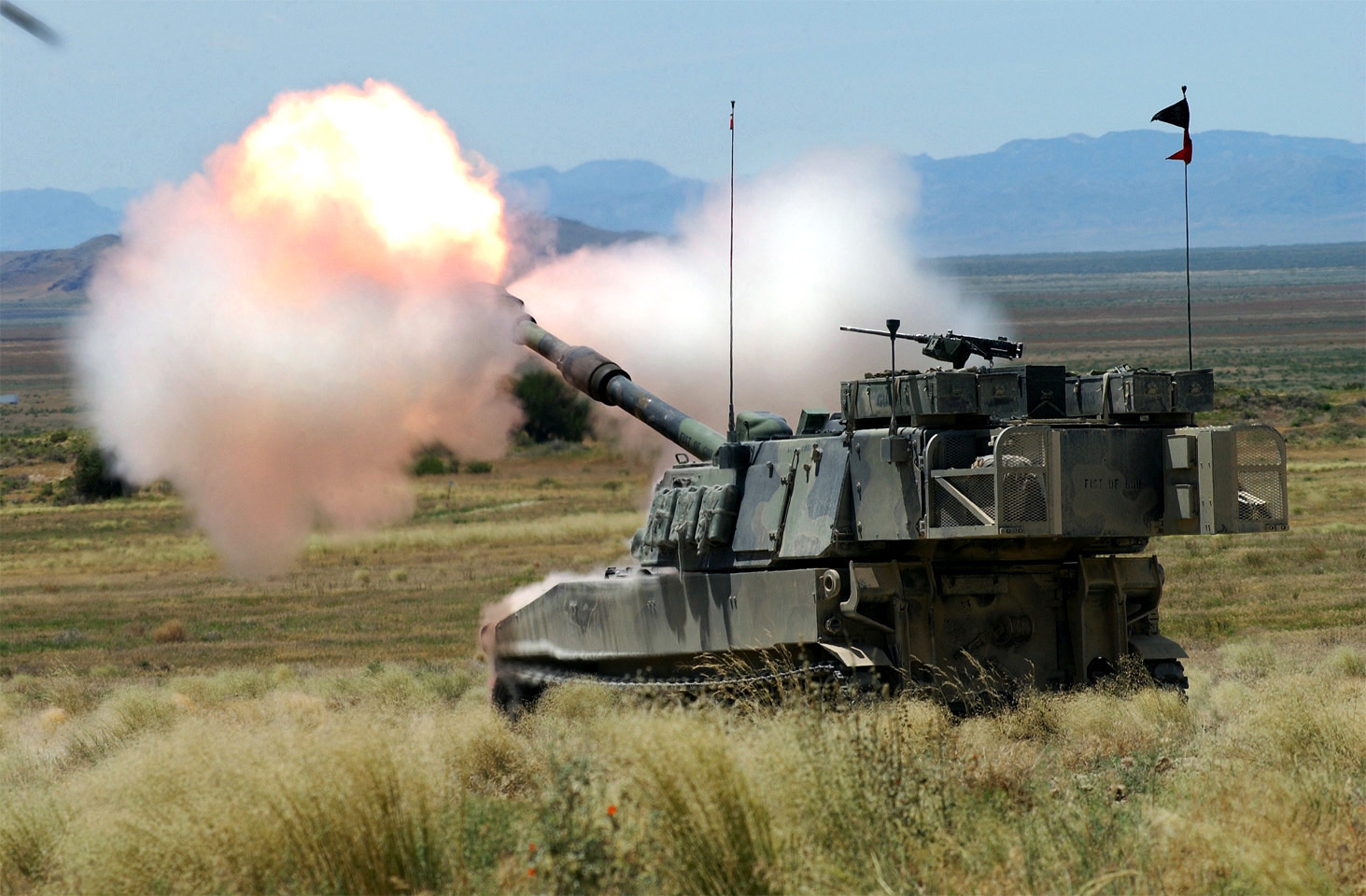
Eine M109A6 Paladin der US-Nationalgarde

Die M109A6 ist das Ergebnis des sogenannten HIP (Howitzer Improvement Program), an dem verschiedene Unternehmen beteiligt waren. Das Ziel des Programms war weniger eine weitere Erhöhung der Feuerreichweite, sondern vielmehr die Integration der shoot-and-scoot-Fähigkeit (dt.: Feuern und abhauen). Die M109 sollte schnell in Stellung gehen können, den Feuerauftrag ausführen und dann schnell einen Stellungswechsel durchführen, um feindlichem Gegenfeuer zu entgehen. Dabei sollten die einzelnen Fahrzeuge unabhängig von externer Feuerleitung agieren können. Das Projekt wurde im Oktober 1985 begonnen, wobei acht Prototypen hergestellt wurden. Nach verschiedenen Tests und dem erfolgreichen Abschluss des Programms wurde die Serienfertigung 1992 aufgenommen.
Die Änderungen der M109A6 umfassten folgende Punkte:
- Einbau eines komplett neu gestalteten Turms mit Spall-Liner aus Kevlar, um bei Treffern das Abfliegen von Splittern an der Innenseite der Panzerung zu verhindern.
- Reduzierung der Besatzung auf vier Soldaten.
- Einbau eines automatischen Feuerleitsystems zur automatischen Übernahme von Feuerkommandos per Datenfunk.
- Einbau eines Feuerleitrechners, um Feuerkommandos ohne Hilfe einer Feuerleitstelle zu berechnen.
- Einbau eines Systems zur Messung der Mündungsgeschwindigkeit.
- Verbesserung des Bordsprechfunks.
- Erhöhung der Munitionskapazität.
- Änderung der Kommandantenluke, wobei die Anbringung verbesserter Nachtsichtgeräte möglich wurde.
- Einbau einer neuen fernbedienbaren Zurrgabel.
- Einbau eines Wasserkochers, um der Besatzung die Möglichkeit zu geben, ihre MREs zuzubereiten.
- Einbau einer neuen digitalen Funkanlage.[38]

#### M109A7

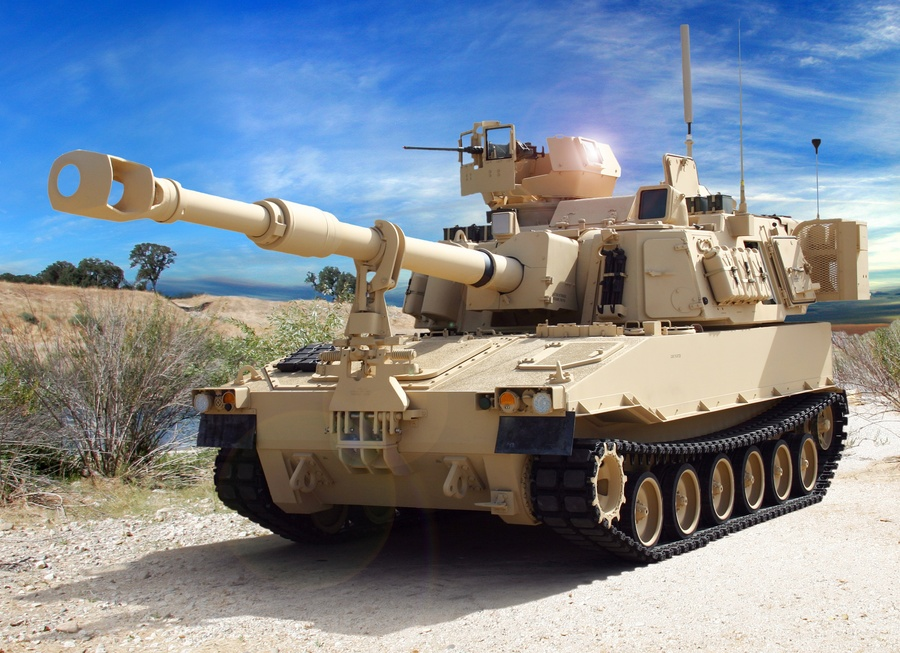
Ein „Paladin Integrated Management“-Prototyp

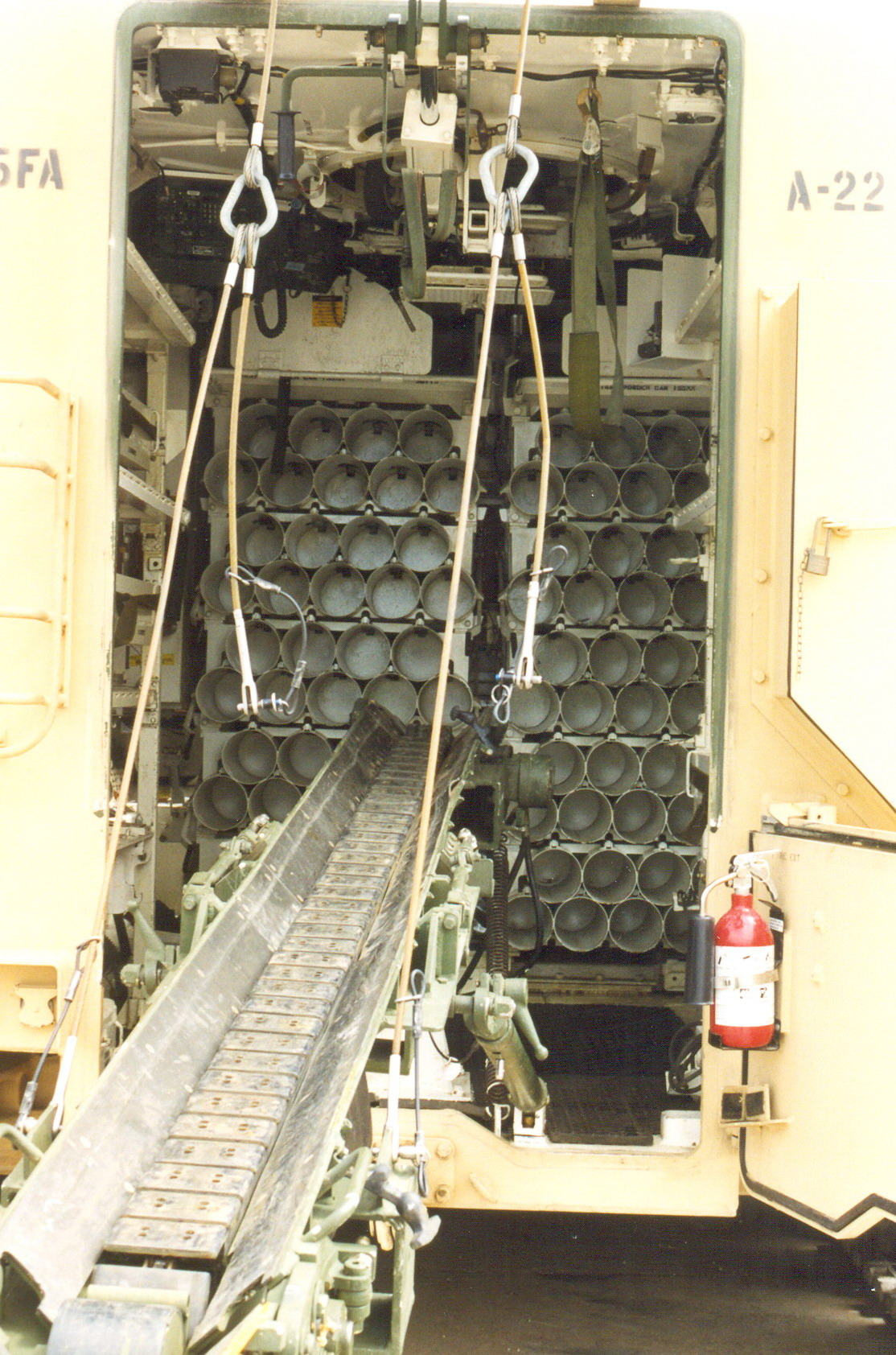
Der Innenraum einer M992

Das M109A7-Programm wurde 2007 unter dem Namen M109A6 Paladin Integrated Management (PIM) ins Leben gerufen. Ziel war es, mit weiteren Kampfwertsteigerungen die M109A6 als Ergänzung zum NLOS-C-Projekt, das als Nachfolgesystem geplant war, im Rahmen der Heavy Brigade Combat Teams (HBCT) noch mindestens bis ins Jahr 2050 einsatzfähig zu halten. Gleichzeitig soll durch die Verwendung standardisierter Komponenten die Logistik vereinfacht werden. BAE Systems fertigte den ersten Prototyp innerhalb von neun Monaten unter Nutzung von Firmenkapital. Nach dem Abschluss der Mobilitäts- und Schießtests sollen 558 M109A6 aufgewertet werden, von denen 447 in den HBCTs eingesetzt werden. Die verbleibenden 153 Fahrzeuge sind für Trainingszwecke und als Reserve vorgesehen. Nach dem erfolgreichen Abschluss der Tests 2012 wurde 2013 ein erstes Produktionslos von neun Exemplaren in Auftrag gegeben; ein zweites Los von acht Exemplaren folgte 2014. Die Produktion aller 558 Fahrzeuge soll bis 2019 abgeschlossen sein. Nach Angaben von BAE Systems stellt die M109A7 die kostenoptimale Lösung dar, für die Army ein modernes Artilleriegeschütz zur Verfügung zu stellen, ohne eine Neuentwicklung vorzunehmen.
Die M109A7 besteht aus einem Turm der M109A6 Paladin, der auf eine komplett neu konstruierte Wanne samt Fahrgestell montiert wird. Die neue Wanne besteht ebenfalls aus geschweißtem Aluminium, in die ein neuer 600 PS leistender Motor und ein neues Automatikgetriebe eingebaut wird. Motor und Getriebe entsprechen denen im M2/M3 Bradley. Dank der gesteigerten Leistung wird sich die Beweglichkeit und Höchstgeschwindigkeit – trotz des um knapp 4,5 t gestiegenen Gewichts – wesentlich verbessern. Laufrollen, Federung und Kette werden ebenfalls weitestgehend vom Bradley übernommen. Zur Versorgung mit Elektrizität wird ein so genanntes Common Modular Power System (CMPS) eingebaut, das teilweise auch auf dem Stryker Armored Vehicle und dem High Mobility Multipurpose Wheeled Vehicle zum Einsatz kommt. Es besteht aus einem 600-Volt-Gleichstromgenerator mit 75 kW Leistung. Der Fahrer sitzt nach wie vor auf der linken Seite des Fahrzeugs neben dem Motor, ihm steht zur besseren Übersicht eine Rückfahrkamera zur Verfügung. Aufgrund der längeren Wanne und des gestiegenen Innenraumvolumens können 43 Geschosse mitgeführt werden, davon bis zu 17 M982-Excalibur-Geschosse. Die dauerhafte Schussfolge beträgt einen Schuss pro Minute, maximal sind vier Schuss pro Minute möglich.
Der Turm wird von der M109A6 übernommen und modifiziert. Zur Erhöhung der Feuergeschwindigkeit steht der Besatzung eine elektrisch betriebene Ansetzvorrichtung zur Verfügung, die auch in der NLOS-C zur Verwendung kommen sollte. Die Ansetzvorrichtung ermöglicht ein wesentlich gleichmäßigeres Ansetzen der Geschosse, was zu einer verbesserten Genauigkeit der Waffe führt. Der Turmantrieb und die Waffenrichtanlage werden ebenfalls elektrisch betrieben, was einen Geschwindigkeitsvorteil gegenüber dem alten hydraulischen System bedeutet. Jedem Besatzungsmitglied steht ein eigenes Luftgebläse zur Verfügung, das mit der Klimaanlage verbunden ist. Auf diese Weise soll die Ausdauer der Besatzung in heißen Klimazonen erhöht werden. Der Kommandant wird bei der Bedienung des M2-Maschinengewehrs von einem seitlichen Schutzschild geschützt. Die Waffenanlage wird beibehalten; die Feuerleitsysteme werden durch Exemplare ersetzt, die dem neuesten Stand der Technik entsprechen. Die alten Beuteltreibladungen werden durch Treibladungsmodule ersetzt.

#### M109ERCA (M1299)
Im Jahr 2018 starteten die USA das ERCA-Programm (extended range cannon artillery). Ziel dieses Programms war es, die Schussdistanzen der M777- und M109-Haubitzen signifikant zu steigern. Dabei wurden Schussdistanzen von bis zu 70 Kilometern angestrebt. Dazu wurde in die M109-Haubitze ein XM907-Geschützrohr mit 58 Kaliberlängen (L/58) sowie ein automatisches Ladesystem eingebaut. Die so entstandene Panzerhaubitze wurde als M1299 bezeichnet. Anfang 2020 wurde bei Testschießen auf dem Yuma Proving Ground mit einem XM1113-Geschoss (mit zusätzlichem Raketenantrieb) eine Schussdistanz von rund 64 Kilometern erreicht. Bis zum Jahr 2023 sollten diese Panzerhaubitzen für Truppenversuche an ein Bataillon der United States Army geliefert werden. Im März 2024 wurde die Einstellung des Prototypenprogramms Extended Range Cannon Artillery bekannt gegeben; das Teilprojekt Munition wird hingegen fortgeführt.

#### M992
Die M992 ist ein Munitionstransporter auf Basis der M109. Fahrgestell und Wanne sind baugleich, der Turm wurde entfernt und durch einen starren Aufbau ersetzt. In diesem Aufbau und der Wanne können insgesamt 93 Geschosse, 99 Treibladungen und 104 Zünder transportiert werden. Die Exportversionen dieser Variante verfügen zusätzlich über einen Kran, mit dem die Geschosse in die M992 geladen werden können. Die Versorgung der M109 erfolgt über ein mechanisches Fließband, das am Heck aufgebaut wird und acht Geschosse pro Minute befördern kann.
Die M992 ist primär für die Zusammenarbeit mit der M109 konzipiert, um eine schnelle Versorgung mit Munition sicherzustellen, ohne dass die Geschütze einen Ladeplatz anfahren müssen. Die Versorgung anderer Geschütze mit unterschiedlichen Kalibern ist jedoch auch möglich.

### Varianten der Bundeswehr

#### M109G

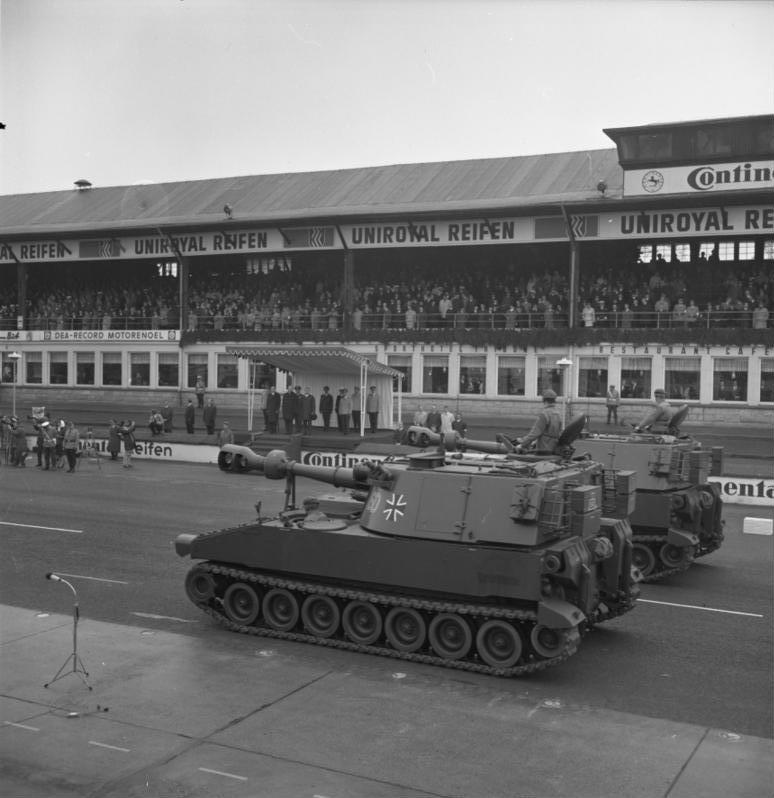
M109G bei der Parade 1969 zum NATO-Jubiläum auf dem Nürburgring

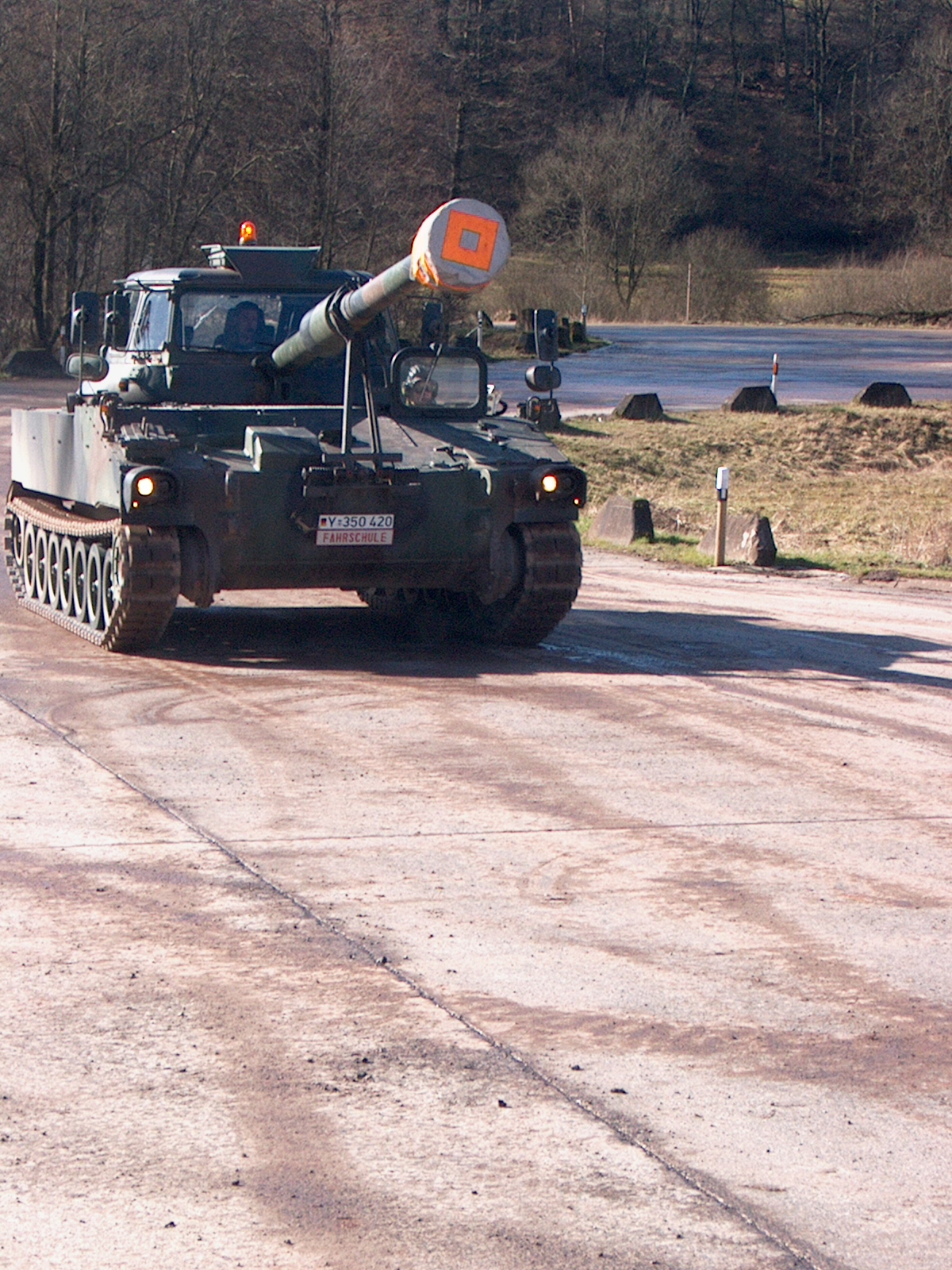
Fahrschulversion der PzH M109G

Im Zeitraum von 1964 bis 1972 wurden in zwei Losen insgesamt 586 amerikanische Panzerhaubitzen in den damaligen Rüstständen M109A1 und M109A2 beschafft und bei Rheinmetall zur M109G umgerüstet. Die Umrüstung betraf die gesamte Waffenanlage mit Rohr, Rauchabsauger, Zweikammermündungsbremse und Flachkeilverschluss sowie unter anderem das deutsche Rundblickfernrohr, ein Panzerzielfernrohr und die Nebelwurfanlage. Diese Maßnahmen erhöhten damals die Höchstschussweite auf 18.500 m. Es konnten 28 Schuss mitgeführt werden. Für den Geschützführer wurde die Periskop-Kuppel vom MTW M113 übernommen. Als Nahbereichswaffe wurde das MG3 montiert.
Als Kampfsatz wurden 4 Schuss festgeschrieben.
Für die Kraftfahrerausbildung gab es eine Fahrschulversion mit einem Aufbau mit Glasscheiben, der anstelle des Turms aufgesetzt wurde. Im Aufbau fanden neben dem Fahrlehrer zwei weitere Fahrschüler Platz. Der Fahrschüler war über die Bordsprechanlage mit dem Fahrlehrer verbunden. Das Geschützrohr war bei dieser Version eine Attrappe.

#### M109A3GA1
Anfang der 1980er-Jahre lief die Ersatzteil-Versorgungsgarantie des Herstellers aus. Daher wurden alle M109G der Bundeswehr auf den US-amerikanischen Rüststand „M109A3“ gebracht und gleichzeitig einer Kampfwertsteigerung unterzogen: Die Waffenanlage erhielt das Rohr der Feldhaubitze FH155-1, die Kampfbeladung wurde von 28 auf 34 Geschosse erhöht und das Geschütz wurde in das Feuerleitsystem der Artillerie IFAB (Integrierte Feuerleitmittel Artillerie Batterie) eingebunden. Das IFAB ermöglichte es, eigenes Feuer innerhalb von drei Minuten nach der Zielaufklärung ins Ziel zu bringen. Durch den Einbau der AURORA-Anlage (Autonome Richt- und Orientierungsaustattung Rohrartillerie) wurde die M109 in der Positionsbestimmung autonom. Die neue Bezeichnung lautete „PzH M109A3GA1“. Die Höchstschussweite betrug nun 24.700 m.

#### M109A3GA2

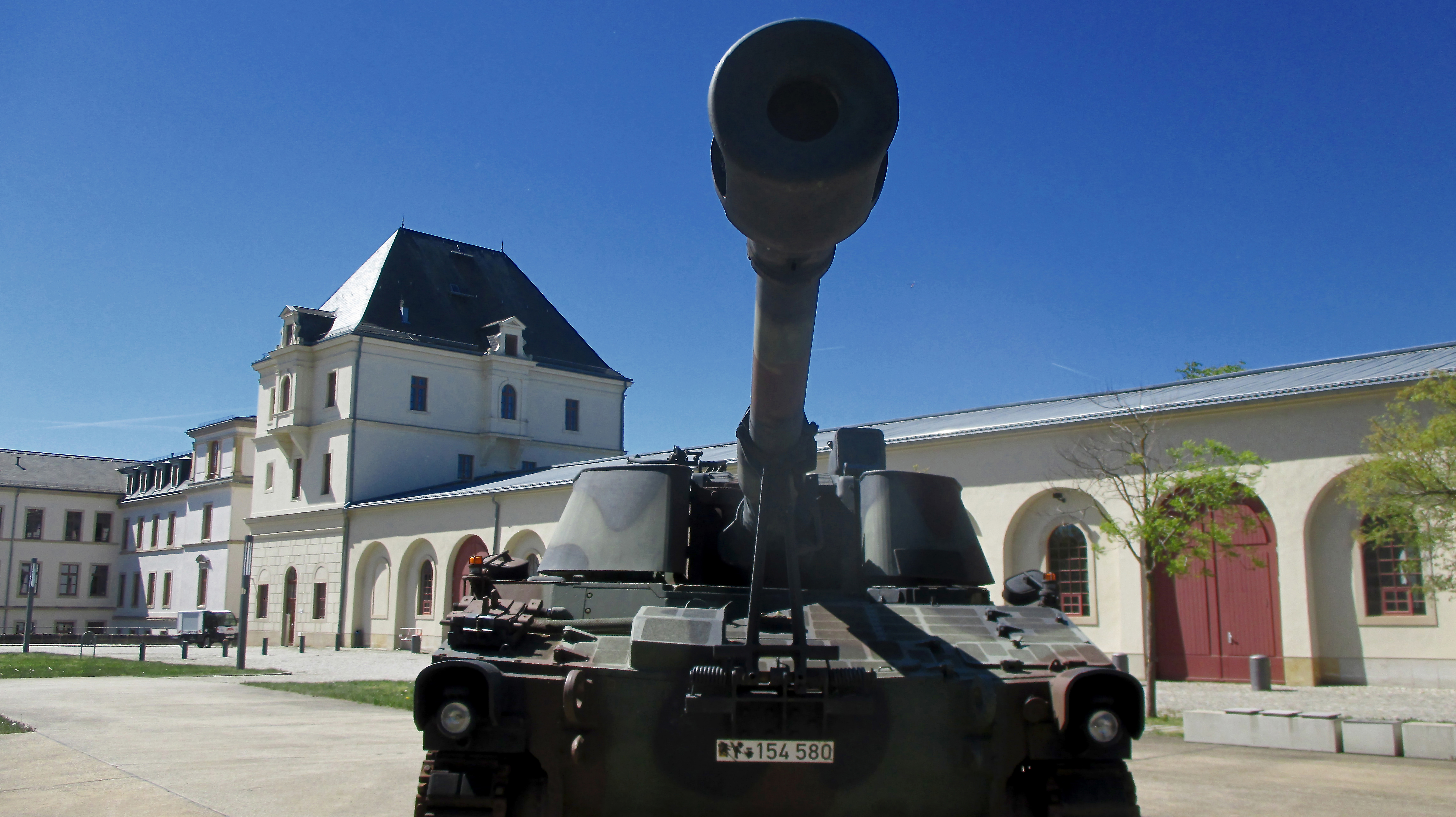
155-mm-Panzerhaubitze-M109A3GEA2, Militärhistorisches Museum der Bundeswehr

Da nicht wie geplant alle M109 des Heeres durch die neue PzH 2000 ersetzt werden konnten, wurde Ende der 1990er-Jahre beschlossen, einige M109 einer weiteren Nutzungsdauerverlängerung zu unterziehen. 262 der „M109A3GA1“ wurden ab dem Jahr 2000 dieser Nutzungsdauerverlängerung unterzogen und auf den Rüststand „M109A3GEA2“ gebracht. Dabei wurde das Kommunikationssystem verbessert; so war nun ein Datenaustausch innerhalb des IFAB-Systems möglich. Weiterhin erfolgte eine Vernetzung mit dem Datenverbund ADLER. Zur physischen Entlastung der Soldaten wurden unter anderem diverse Ladehilfen wie beispielsweise eine elektrische Hubhilfe eingebaut. An der Turmfront wurden zwei zusätzliche Staukästen für die persönliche Ausrüstung angebracht. Die Beleuchtungsanlage wurde modifiziert, um der StVZO zu entsprechen. Diese Fahrzeuge blieben bis Mai 2007 im Dienst in den Panzerartilleriebataillonen der Brigaden und den Beobachtungspanzerartilleriebataillonen der Divisionsartillerie. Hubhilfe und automatische Ladevorrichtung erwiesen sich in Übung und Ausbildung als fehleranfällig oder zu umständlich, so dass sie oft nicht genutzt wurden oder nicht genutzt werden konnten. Aufgrund der zu hohen Belastung der Erdsporne durch stärkere Treibladungen wurden sie entfernt.
Das letzte Schießen der Artillerieschule mit einer M109G fand am 11. Mai 2006 statt. Das Gebirgspanzerartilleriebataillon 225 aus Füssen schoss am 14. Mai 2007 letztmals mit seinen M109G auf dem Truppenübungsplatz Seetaler Alpe (Österreich).

### Schweizer KAWEST-Variante
Mitte der 1990er-Jahre wurden 348 der schweizerischen Fahrzeuge zu einer Variante mit einer Waffenanlage mit 47 Kaliberlängen und einer auf 23 Liter vergrößerte Verschlusskammer aus Schweizer Produktion umgebaut. Die Waffenanlage erfüllt die Vorgaben des Joint Ballistic Memorandum of Understanding (JBMoU) für NATO 155-mm-Standardmunition. Die Höchstschussweite mit der Schweizer 15,5-cm-Haubitzen Stahlgranate 66 liegt bei 22 km. Mit reichweitegesteigerten Geschossen vom internationalen Markt liegt die Höchstschussweite bei rund 36 km. Mit ERFB-Geschossen wird eine Höchstschussweite von rund 40 km erreicht. Weiterhin wurde ein halbautomatisches Ladesystem eingebaut, das einen Drei-Schuss-Feuerschlag innerhalb von 15 Sekunden ermöglicht. Danach können innerhalb einer Minute weitere 8 Schuss abgefeuert werden. Für anhaltendes Feuer ist eine Schussfolge 2–3 Schuss pro Minute möglich. Um bei einer solch hohen Feuergeschwindigkeit die Sicherheit der Besatzung zu gewährleisten, wurde ein Thermometer in den Ladungsraum installiert, das vor einem Cook off der Treibladung warnt. Für den Kommandanten, den Fahrer und den Richtkanonier wurden neue digitale Bedienelemente installiert (NAPOS: Navigation und Positionierungs-System); dem Kommandanten und dem Fahrer stehen Nachtsichtgeräte zur Verfügung. Das System zur Elektrizitätsversorgung wurde ersetzt, da es für die neuen Systeme nicht mehr genügend Energie zur Verfügung stellen konnte. Weiterhin wurde die Anzahl der mitgeführten Geschosse und Treibladungen auf 40 beziehungsweise 64 erhöht. Die Ladungen werden außerhalb des Kampfraumes im Heck mitgeführt, durch eine Sicherheitstür wird die Ausbreitung eines möglichen Feuers in den Kampfraum verhindert. Die persönliche Ausrüstung der Kanoniere wird im „Rucksack“ am Heck der Panzerhaubitze verstaut. Das Marschlager, welches das Rohr während der Fahrt in seiner Position hält, wurde durch ein fernbedienbares Modell ersetzt. Die Schweizer Bezeichnung für das Fahrzeug lautet M109 KAWEST. Im Jahr 2017 hatte die Schweizer Armee 133 M109 KAWEST im Bestand; 90 in fünf Artillerieabteilungen und 43 in der Grundausbildung.

### Österreichisches Bundesheer Variante M109A5Ö
Die Version A5Ö wurde von Österreich und der Schweiz gemeinsam entwickelt. Sie basiert auf der amerikanischen Variante A5, ähnelt aber der M109-Version A6 Paladin: Die Fahrzeuge verfügen über einen halbautomatischen Lademechanismus, ein Trägheitsnavigationssystem und die gleiche Waffenanlage wie die M109A6 Paladin. Ab 1998 wurden die Artillerieeinheiten des Bundesheeres mit diesem einheitlichen Waffensystem ausgestattet, das anschließend mehrere Kampfwertsteigerungen durchlief. So sind die Geschütze inzwischen mit der elektronischen Navigations-, Orientierungs- und Richtanlage NORA ausgerüstet. Einen weiteren Entwicklungsschritt stellt die Einbindung der Panzerhaubitzenbatterien in das Combat New Generation-System ein, für welches das Aufklärungs- und Artilleriebataillon 7 hauptverantwortlich zeichnet. Joint Fire Support Elemente fassen Fähigkeiten der Steilfeuer- und der Luftnahunterstützung unter einheitlicher Führung zusammen. Sie setzen die Forderungen der Kampftruppe um und stellen Zielaufklärung, -ortung und -identifizierung sowie die Wirkungsaufklärung sicher.